# وادي المقدم
وادي المقدَّم هو مجرى مائي موسمي يقع في شمال غرب السودان، ويُعد من أكبر الأودية الموسمية في البلاد. يتميز بأهميته الجغرافية والتاريخية، وارتبط منذ القدم بحركة المياه والاستيطان البشري في المنطقة.

## الموقع الجغرافي
يمتد وادي المقدَّم مسافة تُقدَّر بنحو 320 كيلومترًا، من شمال مدينة أم درمان وحتى الانحناءة الكبرى لنهر النيل قرب مدينة كورتي، في الولاية الشمالية. يُعد الوادي حدًا طبيعيًا يفصل صحراء بيوضة من الغرب عن الهضاب الشرقية، وقد أُطلق اسمه على التكوين الجيولوجي المعروف بتكوين وادي المِلْك. يقع الحوض ضمن الحزام الجاف وشبه الجاف، ويتحدد فلكيًا بين دائرتي عرض 15°00′00″ و18°05′00″ شمالًا، وخطي طول 30°48′10″ و32°30′00″ شرقًا. ويُصنَّف من بين أكبر الأودية الموسمية في السودان، إلى جانب وادي الملك ووادي هور، ويُرجّح أنه كان في السابق أحد المجاري الكبرى لنهر النيل. 

## الجغرافيا الطبيعية
كان وادي المقدَّم في العصور السحيقة نهرًا موسميًا عظيمًا، تتجمع فيه مياه الأمطار والسيول من أعالي سهول وتلال كردفان، وتتجه شمالًا مرورًا بغرب أم درمان حتى منطقة أم جواسير في الولاية الشمالية وما بعدها. وقد شكّل مصدرًا مائيًا بالغ الأهمية للمناطق البعيدة عن نهر النيل، وأسهم في ري الزرع والماشية خلال مواسم الأمطار.
تشير الدراسات الجيولوجية والبيئية إلى أن المنطقة التي يقع فيها الوادي كانت جزءًا من الحزام الاستوائي قديمًا، فقد عُثر على بقايا عظام لأبقار استوائية، وأنواع نباتية، ومؤشرات مناخية أخرى تدل على وفرة المياه وخصوبة الأرض في ذلك الزمن. كما تُظهر هذه الدراسات أن عوامل طبيعية مثل الجفاف والزحف الصحراوي، إضافة إلى الأوبئة والنزاعات المتكررة، قد ساهمت في تراجع جريان المياه في الوادي، ودفع المجموعات السكانية الأولى إلى الهجرة جنوبًا، لتحل مكانها مجموعات أخرى لا تزال تستوطن المنطقة حتى اليوم.

## النشاط البشري
لعب وادي المقدَّم دورًا محوريًا في حياة المجتمعات التي استوطنت ضفافه عبر العصور. وقد أظهرت المسوحات الأثرية أن المناطق القريبة من الوادي لم تخلُ من السكان بعد الهجرات الأولى، بل شهدت استقرار مجموعات بشرية اعتمدت على الزراعة والرعي على امتداد محيط الوادي. وتُفيد الروايات المحلية، ومنها شهادة محمد صالح الهواري، أن الاستيطان المستمر في المنطقة يعود إلى ما قبل نحو 670 عامًا. ونتيجة لتراجع جريان المياه السطحية، لجأ السكان إلى حفر أكثر من 350 بئرًا لأغراض الشرب والزراعة، ولا يزال بعضها يُستخدم حتى اليوم. ويحرص الأهالي على تنظيف هذه الآبار سنويًا وإزالة الرواسب منها، في دلالة على اعتماد دائم على المياه الجوفية بدلًا من الجريان السطحي .
تُعرف منطقة وادي المقدَّم بخصوبة تربتها، مما يجعلها مناسبة لزراعة عدد كبير من المحاصيل، إلى جانب تربية الحيوانات. ويُشير بعض السكان المحليين إلى أن المنطقة تُعد من أخصب مناطق السودان، على الرغم من ضعف البنية التحتية ونقص الخدمات الأساسية.

## علم الآثار
عُثر في وادي المقدَّم على فخار وقطع أدوات حجرية، إضافة إلى مخلفات صناعتها، تعود إلى العصر الحجري الأوسط (الميزوليتي) وفترة الهولوسين. وتشير هذه المكتشفات إلى أن السكان الأوائل في المنطقة كانت لهم أنماط معيشة وثقافة تُشبه تلك التي تتميز بها بعض المجتمعات الاستوائية المعاصرة، مما يدعم الفرضيات العلمية التي تتحدث عن تحولات مناخية كبرى شهدها الإقليم خلال العصور السحيقة.
ومن أبرز المواقع الأثرية المرتبطة بالوادي، موقع المُراغة، الواقع في الجزء الشمالي من الوادي، ويُعد من أقدم وأهم المراكز الأثرية في المنطقة. يحتوي الموقع على بقايا سكنية وأدوات حجرية ولقى فخارية تُوثق لتاريخ الاستيطان البشري في هذا الجزء من شمال السودان.